# اندیس آنومالی تازه آباد
آنومالی تازه آباد یک اندیس فلزی است که در حوالی شهر چاپان استان آذربایجان غربی قرار دارد و مادهٔ معدنی موجود در آن، طلا است.سنگ میزبان این اندیس گرانیت، گرانودیوریت، کوارتزیت، کنگلومرای ماسه‌ای تا مارنی پلیوسن است و دیرینگی آن به دوران ترسیر می‌رسد. 